# Elke Martens
Pour les articles homonymes, voir Martens.
Elke Martens, née Gierth (née le 5 février 1956 à Dresde) est une chanteuse allemande.

## Biographie
Elke Martens, fille d'un professeur, grandit dans le Land de Saxe et étudie d'abord l'éducation artistique et la germanistique, puis la musique de danse avec une spécialité dans le chant à la Hochschule für Musik Carl Maria von Weber Dresden.
Avec son groupe de rock Megaphon, elle réalise ses premiers succès sur scène. En raison de ses paroles coquines et de ses apparitions provocantes, la licence est révoquée en 1980 : sans cette autorisation, ce qui équivaut à une interdiction professionnelle qui ne peut être levée qu'après six mois. Elle joue pendant cinq ans au théâtre pendant sa formation à la Hochschule für Musik. Dans l'émission télévisée Sprungbrett avec Hartmut Schulze-Gerlach alias Muck, une émission télévisée de la RDA avec de jeunes artistes, elle attire l'attention. En 1981, sous son nom de naissance Elke Gierth, elle est aux côtés de la star de la RDA Dean Reed dans le long métrage Sing, Cowboy, sing.
Après les problèmes avec son groupe de rock, elle commence une nouvelle carrière dans le schlager. Au printemps 1989, la percée se produit dans l'émission de télévision Bong avec le titre Im Namen der Liebe. Suivent de nombreuses apparitions à la télévision comme dans l'émission Ein Kessel Buntes ou Klock 8, achtern Strom.
Après la réunification de l'Allemagne à l'automne 1989, elle se fait rapidement un nom en Allemagne de l'Ouest avec le succès du single Heimlich von Dir geträumt. De nombreuses apparitions à la télévision et à la radio suivent, notamment RTL-MusikCafé et à la Deutsche Schlagerparade de la Südwestfunk. En 1996, elle compte 65 apparitions à la télévision. Elke Martens participe au Deutsche Schlager-Festspiele 1994 avec le titre Sieben Tage Sehnsucht et atteint la 8e place. La même chose lui arrive au Deutsche Schlager-Festspiele 1999, où elle est également 8e avec Er ist nicht wie Du.
Ses premiers succès, dont elle signe tous les textes, sont composés par son ex-mari Wilfried Peetz, chanteur et chef de groupe, avec qui elle travaille même après le divorce. Des auteurs tels que Hanne Haller, Bernd Meinunger, Rainer Pietsch ou Joachim Heider lui écrivent également des textes. Elke Martens écrit des textes pour d'autres collègues, dont Kathrin und Peter, Olaf Berger ou Ina-Maria Federowski.
Elke Martens anime également des événements télévisés et de gala ainsi que des émissions radios publiques, surtout la veille du nouvel an aux côtés de Tom Pauls et Diether Krebs. Pendant son temps libre, elle peint également. Elle fait des expositions dans plusieurs villes. En 2006, Elke Martens joue avec l'humoriste Gabi Decker lors d'un événement caritatif.
Le dernier album en langue allemande, Gib’ dir ne Chance, sort en mai 2007. En plus du CD, il contient un DVD sur lequel toutes les chansons paraissent sous forme de clips vidéo. Elke Martens joue dans la comédie musicale Elixier de Tobias Künzel (Die Prinzen) à la Comödie Dresden en 2008. Son album Love and Tears – Elke Martens singt internationale Welterfolge sort en 2009, il comprend San Francisco de Scott McKenzie. Elke Martens célèbre son 30e anniversaire de carrière en 2010.
En 2011, Elke Martens est victime d'un accident vasculaire cérébral. Plusieurs mois après, elle retrouve la scène et publié le single Ich bin wieder da.
Elke Martens vit à Potsdam et était mariée au présentateur de radio Jürgen Jürgens de 2008 jusqu'à sa mort en mai 2018.

## Discographie
Albums
- 1993 : Einmal ganz nah
- 1994 : Es ist Weihnachtszeit
- 1995 : Wenn ich eine Möwe wär
- 1997 : Teil mit mir meine Träume
- 1999 : Ich will mit dir fliegen
- 2007 : Gib dir 'ne Chance
- 2009 : Love & Tears
- 2010 : Liebe pur – Meine größten Hits
- 2013 : Ich wünsche mir... Meine schönsten Lieder zum Advent
- 2014 : Noch einmal

## Source de la traduction
- (de) Cet article est partiellement ou en totalité issu de l’article de Wikipédia en allemand intitulé « Elke Martens » (voir la liste des auteurs).

1. 1 2  (de) Ansgar Gersmann, « Herzlichen Glückwusnch, Elke Martens! », sur schlagerplanet.com, 2018 (consulté le 21 janvier 2019)